# تورينسك
تورينسك (بالروسية: Туринск) هي إحدى مدن روسيا في الكيان الفدرالي الروسي سفيردلوفسك أوبلاست.